# 2485 Scheffler
2485 Scheffler è un asteroide della fascia principale. Scoperto nel 1932, presenta un'orbita caratterizzata da un semiasse maggiore pari a 3,2195108 UA e da un'eccentricità di 0,2137420, inclinata di 2,78165° rispetto all'eclittica.